# Dorfkirche Rohrbeck (Dallgow-Döberitz)

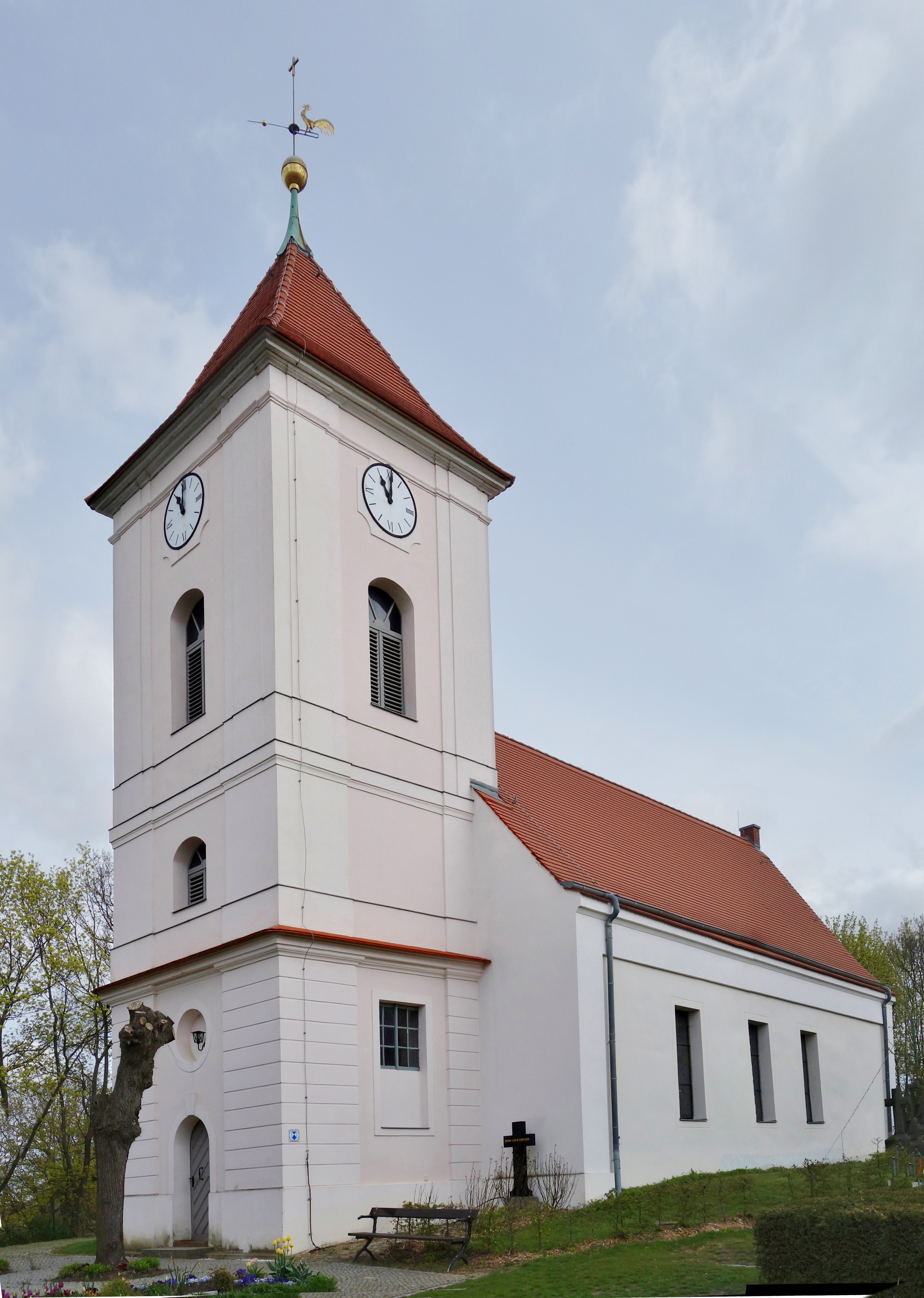
Dorfkirche Rohrbeck (Dallgow-Döberitz)

Die Dorfkirche Rohrbeck ist ein denkmalgeschütztes evangelisches Kirchengebäude im Gemeindeteil Rohrbeck der Gemeinde Dallgow-Döberitz im Landkreis Havelland in Brandenburg. Es steht auf dem zwischen Dorf- und Hauptstraße gelegenen Kirchhof und gehört der Kirchengemeinde Rohrbeck im Kirchenkreis Falkensee, einem Teil der Evangelischen Kirche Berlin-Brandenburg-schlesische Oberlausitz.

## Architektur und Geschichte
Die Kirche in Rohrbeck soll in der zweiten Hälfte des 14. oder in der ersten Hälfte des 15. Jahrhunderts gebaut worden sein. Aus einer Urkunde aus dem Jahr 1303 geht allerdings hervor, dass Rohrbeck schon zu Beginn des 14. Jahrhunderts oder früher eine Kirche hatte. Unklar ist aber, ob es die noch bestehende Saalkirche war. Das Kirchenpatronat, das Recht zur Besetzung von Pfarrstellen mit einem Priester, hatte bis zur Reformation das Benediktinerinnenkloster Spandau.
Die Kirche ist aus Feldstein im romanischen Stil erbaut und verputzt. An der Nordseite ist die Sakristei angebaut, die wahrscheinlich aus der ersten Hälfte des 16. Jahrhunderts stammt, wohingegen die Leichensteine und Epitaphe im Gebäude ihren Ursprung im Jahr 1585 haben. Der ursprüngliche kleine Holzturm im Westen wurde 1590 durch einen Blitzeinschlag zerstört und zwanzig Jahre später durch einen Fachwerkturm mit quadratischem Grundriss und Steinverblendung ersetzt. Die Holzdecke im Innenraum ist als Tonnengewölbe ausgebildet.
Wie dem Geheimen Staatsarchiv zu entnehmen ist, kam es 1745 zu einer Restaurierung. Bei einem Umbau in den Jahren 1903 und 1904 wurde die Kirche um eine halbrunde Apsis mit drei Rundbogenfenstern erweitert, im Zuge dessen wurde auch das mittelalterliche Kirchenschiff vergrößert. In der zweiten Hälfte des 20. Jahrhunderts kam es zu einer umfangreichen Renovierung, im Jahr 2001 zu einer Neudeckung des Kirchendachs. Während Renovierungen in den Jahren 1996 und 2009/2010 wurden ein Wetterhahn und eine Uhr an den neu verputzten Kirchturm angebracht und die gesamte Außenfassade saniert.

## Ausstattung
Zur Ausstattung der Dorfkirche Rohrbeck gehört ein plastischer Altaraufsatz aus dem 18. Jahrhundert. In der Mitte enthält er ein von gedrehten Säulen flankiertes Gemälde der Kreuzigung und darunter ein Abendmahlsbild. Die Kanzel wird auf das Jahr 1695 datiert.
In der Kirche befinden sich außerdem ein Taufengel (1780/1800) und eine Orgel (1893), die ebenfalls denkmalgeschützt sind. Der hölzerne Engel wurde 2010 erneuert, nachdem er in den 1950er Jahren zu Boden gefallen war. Die Orgel wurde 1893 vom Orgelbaumeister Friedrich Herrmann Lüdtkemüller aus Wittstock erbaut, sie verfügt seit 1960 über eine elektrische Windversorgung.
Die Ausstattung steht seit dem 11. November 1985 unter Denkmalschutz.

## Glocken
Erstmals wurde der Kirchturm 1610 nach seinem Neubau mit Glocken ausgestattet, von denen eine 1915 als „Metallspende“ für den Krieg abgegeben werden musste. Zehn Jahre später wurde mit Spendengeldern eine neue Glocke angeschafft, die jedoch im Zweiten Weltkrieg demselben Schicksal zum Opfer fiel. 1977 wurden aus Geldern der Gemeinde neue Glocken gekauft und im Turm aufgehängt. Die größere der alten Glocken war im Zweiten Weltkrieg von Schüssen durchlöchert worden; sie wurde eingeschmolzen und neu gegossen.